# Lijst van rijksmonumenten in de Eerste Weteringdwarsstraat
Een overzicht van de 24 rijksmonumenten in de Eerste Weteringdwarsstraat in Amsterdam.
| Object | Oorspronkelijke functie? | Bouwjaar              | Architect         | Locatie                       | Coördinaten?                  | Nr.? | Afbeelding                                                   |
| --- | ------------------------ | --------------------- | ----------------- | ----------------------------- | ----------------------------- | ---- | ------------------------------------------------------------ |
| Pand met halsgevel                                                                                           | Gebouw                   | tweede kwart 18e eeuw |                   | Eerste Weteringdwarsstraat 5  | 52° 21' 43" NB, 4° 53' 17" OL | 6342 | Upload foto                                                  |
| Pand met halsgevel                                                                                           | Gebouw                   | tweede kwart 18e eeuw |                   | Eerste Weteringdwarsstraat 7  | 52° 21' 43" NB, 4° 53' 17" OL | 6343 | Upload foto                                                  |
| Pand met puntgevel                                                                                           | Woonhuis                 | 18e eeuw              |                   | Eerste Weteringdwarsstraat 9  | 52° 21' 43" NB, 4° 53' 17" OL | 6344 | Upload foto                                                  |
| Grill's Hofje                                                                                                | Gebouw                   | 1721                  |                   | Eerste Weteringdwarsstraat 11 | 52° 21' 43" NB, 4° 53' 18" OL | 6345 | Meer afbeeldingen                                            |
| Pand met gevel, onder klokvormige rollagentop                                                                | Gebouw                   | 1732                  |                   | Eerste Weteringdwarsstraat 55 | 52° 21' 43" NB, 4° 53' 22" OL | 6346 | Upload foto                                                  |
| Pand met halsgevel                                                                                           | Gebouw                   | 1732                  |                   | Eerste Weteringdwarsstraat 57 | 52° 21' 43" NB, 4° 53' 22" OL | 6347 | Pand met halsgevel                                           |
| Huisje waarvan de gevel                                                                                      | Gebouw                   | 17e/18e eeuw          |                   | Eerste Weteringdwarsstraat 79 | 52° 21' 43" NB, 4° 53' 24" OL | 6348 | Upload foto                                                  |
| Huisje, met gevel onder punttop                                                                              | Gebouw                   | 17e/18e/19e eeuw      |                   | Eerste Weteringdwarsstraat 81 | 52° 21' 43" NB, 4° 53' 24" OL | 6349 | Upload foto                                                  |
| Hodshon-Dedelhofje                                                                                           | Gebouw                   | 1842                  |                   | Eerste Weteringdwarsstraat 83 | 52° 21' 43" NB, 4° 53' 24" OL | 6350 | Hodshon-Dedelhofje                                           |
| Pand van het 'noortse-bos-type'                                                                              | Gebouw                   | ca. 1670              |                   | Eerste Weteringdwarsstraat 2  | 52° 21' 43" NB, 4° 53' 16" OL | 6351 | Upload foto                                                  |
| Pand van het 'noortse-bos-type'                                                                              | Gebouw                   | ca. 1670              |                   | Eerste Weteringdwarsstraat 4  | 52° 21' 43" NB, 4° 53' 16" OL | 6352 | Upload foto                                                  |
| Dwarshuis van het type der 'wevershuizen' in het noortse bos                                                 | Gebouw                   | ca. 1670              | Philips Vingboons | Eerste Weteringdwarsstraat 6  | 52° 21' 43" NB, 4° 53' 16" OL | 6353 | Upload foto                                                  |
| Dwarshuis van het type der 'wevershuizen' in het noortse bos (omstreeks 1670                                 | Gebouw                   | ca. 1670              | Philips Vingboons | Eerste Weteringdwarsstraat 8  | 52° 21' 42" NB, 4° 53' 17" OL | 6354 | Upload foto                                                  |
| Dwarshuis van het type der 'wevershuizen' in het noortse bos                                                 | Gebouw                   | ca. 1670              | Philips Vingboons | Eerste Weteringdwarsstraat 10 | 52° 21' 42" NB, 4° 53' 17" OL | 6355 | Upload foto                                                  |
| Dwarshuis van het type der 'wevershuizen' in het noortse bos                                                 | Gebouw                   | ca. 1670              | Philips Vingboons | Eerste Weteringdwarsstraat 12 | 52° 21' 43" NB, 4° 53' 17" OL | 6356 | Upload foto                                                  |
| Dwarshuis van het type der 'wevershuizen' in het noortse bos                                                 | Gebouw                   | ca. 1670              | Philips Vingboons | Eerste Weteringdwarsstraat 14 | 52° 21' 43" NB, 4° 53' 18" OL | 6357 | Upload foto                                                  |
| Dwarshuis van het type der 'wevershuizen' in het noortse bos                                                 | Gebouw                   | ca. 1670              | Philips Vingboons | Eerste Weteringdwarsstraat 16 | 52° 21' 43" NB, 4° 53' 18" OL | 6358 | Dwarshuis van het type der 'wevershuizen' in het noortse bos |
| Huis van het 'noortse-bos-type'                                                                              | Gebouw                   | ca. 1670              |                   | Eerste Weteringdwarsstraat 18 | 52° 21' 42" NB, 4° 53' 17" OL | 6359 | Upload foto                                                  |
| Pand van het 'noortse-bos-type'                                                                              | Woonhuis                 | ca. 1670              |                   | Eerste Weteringdwarsstraat 30 | 52° 21' 42" NB, 4° 53' 21" OL | 6360 | Upload foto                                                  |
| Pand van het 'noortse-bos-type'                                                                              | Gebouw                   | ca. 1670              |                   | Eerste Weteringdwarsstraat 32 | 52° 21' 42" NB, 4° 53' 21" OL | 6361 | Upload foto                                                  |
| Huis van het 'noortse-bos-type'                                                                              | Werk-woonhuis            | ca. 1670              |                   | Eerste Weteringdwarsstraat 38 | 52° 21' 42" NB, 4° 53' 23" OL | 6362 | Upload foto                                                  |
| Huis van het 'noortse-bos-type'                                                                              | Woonhuis                 | ca. 1670              |                   | Eerste Weteringdwarsstraat 42 | 52° 21' 42" NB, 4° 53' 23" OL | 6363 | Upload foto                                                  |
| Pand van het 'noortse-bos-type'                                                                              | Gebouw                   | ca. 1670              |                   | Eerste Weteringdwarsstraat 56 | 52° 21' 42" NB, 4° 53' 25" OL | 6364 | Upload foto                                                  |
| Achterste deel van een door een schilddak gedekt hoekhuis van het type der "wevershuizen" in het Noortse Bos | Gebouw                   | ca. 1670              | Philips Vingboons | Eerste Weteringdwarsstraat 70 | 52° 21' 42" NB, 4° 53' 28" OL | 6365 | Upload foto                                                  |